# فريدريك مايلز
فريدريك مايلز (بالإنجليزية: Frederick Miles)‏ هو سياسي أمريكي، ولد في 19 ديسمبر 1815 بغوشين في الولايات المتحدة، وتوفي في 20 نوفمبر 1896 في نفس البلد. حزبياً، نشط في الحزب الجمهوري. وقد انتخب عضو مجلس ولاية كونيتيكت وانتخب عضو مجلس النواب الأمريكي.